# Liste des commissaires actuels des districts du Suriname
 (août 2023).
Cette page dresse la liste des commissaires actuels[Quand ?] des 10 districts du Suriname.

## Commissaires de district
| District           | Nom                        | Depuis (le)  |
| ------------------ | -------------------------- | ------------ |
| Brokopondo         | Verno Pryor                | Février 2007 |
| Commewijne         | Ingrid Karta-Bink          | .../2011     |
| Coronie            | Harriet Ramdien            | .../2011     |
| Marowijne (Maroni) | Theodorus Sondrejoe        | Février 2007 |
| Nickerie           | Roline Samsoedin           | 10 août 2011 |
| Para               | Ravin Jiawan               | .../2011     |
| Paramaribo         | Mike Nerkust (Sud-Ouest)   | Août 2011    |
| Paramaribo         | Mohamed Kasto (Nord-Est)   | .../2011     |
| Saramacca          | Arunkoemar Ramdhani        | Août 2011    |
| Sipaliwini         | Lorretha Seenanan-Lingaard | Août 2011    |
| Wanica             | Ravin Jiawan               | .../2011     |